# Christian Eberstein (donator)
Christian Eberstein, född 20 oktober 1738 (g.s.) i Norrköping, död i samma stad den 3 juni 1816 (n.s.), var en svensk köpman,  brukspatron och  donator. Han var ägare till Högsjögård. Eberstein var syssling till biskop Carl Johan Eberstein.

## Biografi
Eberstein ägnade sig tidigt åt handel och förvärvade sig en betydande förmögenhet. En del av denna använde han till den stiftelse i Norrköping som fick namnet Ebersteinska skolinrättningen. Stiftelsen, som var avsedd för yngre hantverksidkare och sjömän, var för sitt bestånd betryggad genom avkastningen av stenhus i Norrköpings stad och några säterier i grannskapet.
Eberstein, som var gift tre gånger, fick inga egna barn men han adopterade sin syster Susanna Maria Ebersteins barn Daniel Oxelgren samt Carolina Susanna Oxelgren.

## Bilder

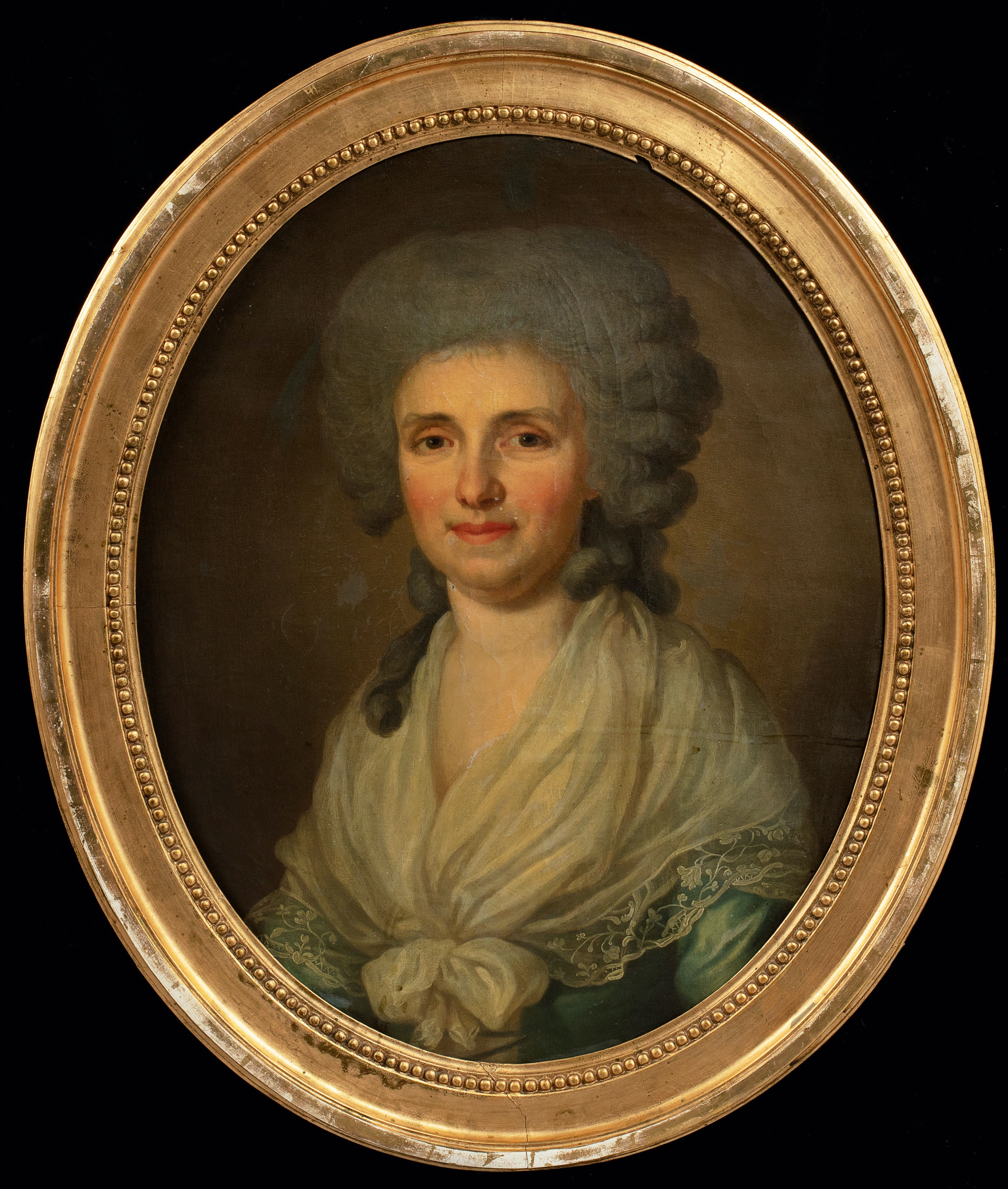
Ebersteins andra hustru, Maria Carolina von Aken (1750-1814) avporträtterad av Lorens Pasch d.y. runt år 1790.
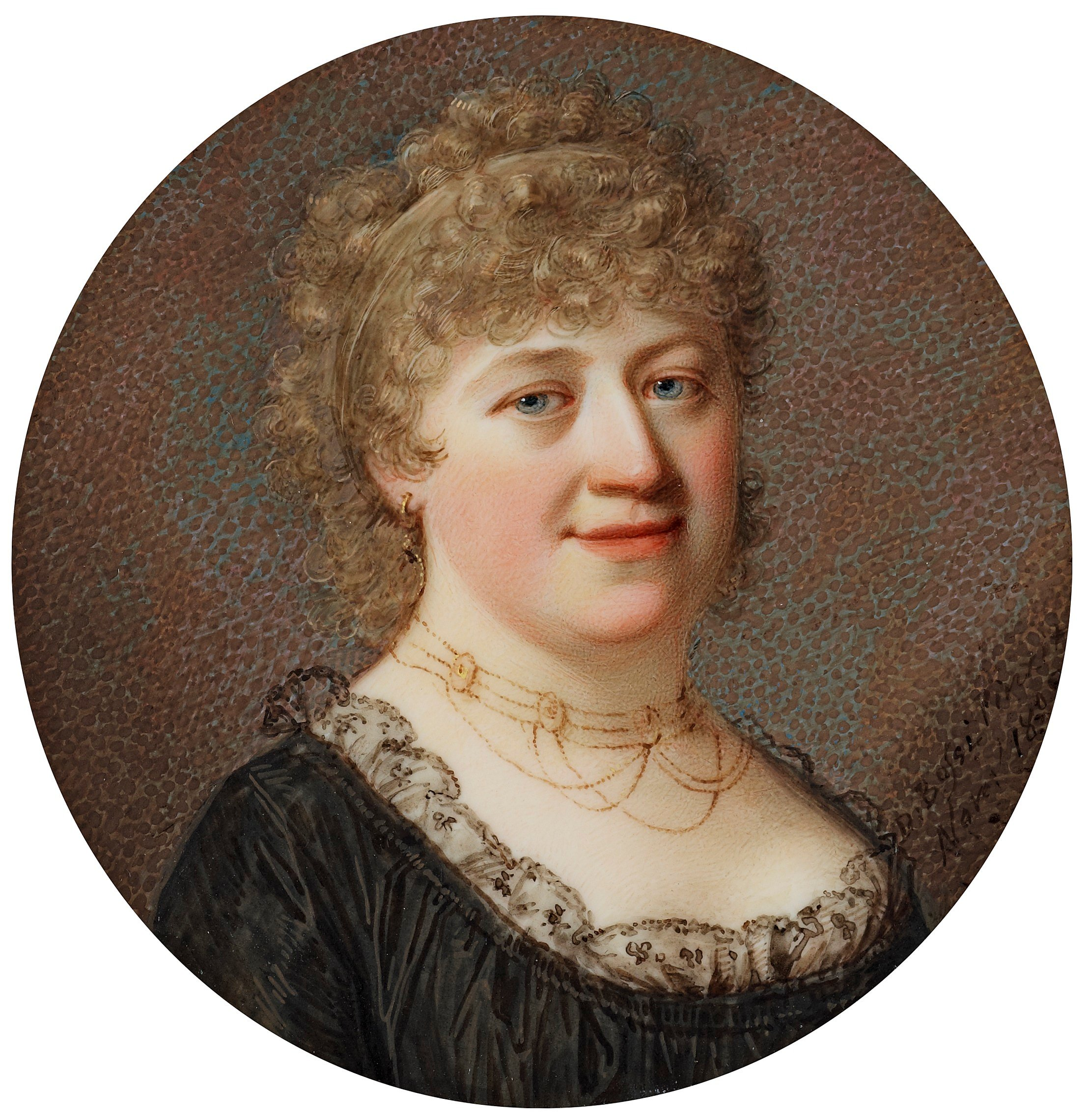
Ebersteins adoptivdotter Carolina Susanna Oxelgren (1773–1802), avporträtterad av Domenico Bossi år 1800.